# Manuel Montt Lehuedé
Manuel Salvador Montt Lehuedé (Santiago de Chile, 9 de septiembre de 1904-Santiago de Chile, 9 de junio de 1983) fue un abogado, escritor e historiador y político chileno, miembro del Partido Liberal. Ejerció como diputado de la República por dos periodos consecutivos entre 1941 y 1949.

## Biografía
Hijo de Luis Montt Montt y Emilia Lehuedé. Estudió en el Colegio San Pedro Nolasco y en la Facultad de Derecho de la Universidad de Chile; juró como abogado el 14 de enero de 1929; su tesis se tituló “De la acción de desposeimiento”. Se casó en Santiago el 2 de mayo de 1941, con Selma Elena Dubournais Sommer, matrimonio del cual nacieron tres hijos, Manuel, Luis (quien fuera alcalde de La Reina) y Rosario.

## Vida profesional
Ejerció la profesión en Santiago; se desempeñó como procurador del Banco de Chile, desde 1925 a 1928. Trabajó como abogado de la Dirección General de Impuestos Internos, desde 1928 a 1931, y de la Caja de Colonización Agrícola. Fue presidente de la Compañía de Seguros La Mundial y vicepresidente de Exprinter S.A.

## Vida política
Militó en el Partido Liberal desde 1932; secretario general de la Convención Liberal de 1932, y a partir de entonces, secretario general de su partido, hasta 1941. 
Fue elegido diputado, por la Decimoquinta Agrupación Departamental "Itata y San Carlos", por el período 1941-1945. Fue diputado reemplazante en la Comisión Permanente de Trabajo y Legislación Social; en la de Constitución, Legislación y Justicia; y en la de Hacienda; e integró la Comisión Permanente de Defensa Nacional. 
Reelecto diputado, por la misma Decimoquinta Agrupación, por el período 1945-1949. Fue diputado reemplazante en la Comisión Permanente de Constitución, Legislación y Justicia; y en la de Hacienda; e integró la Comisión Permanente de Trabajo y Legislación Social. 
Fue profesor de Literatura del Instituto Nacional; escritor e historiador; director de la Biblioteca Nacional. 
Miembro de la Sociedad Chilena de Historia y Geografía desde 1932; fue su presidente en 1957; después de dejar el cargo, fue nombrado miembro honorario. Presidente de la Fundación Manuel Montt. Fue además, socio del Club de La Unión.